# Landal
Landal es una freguesia portuguesa del municipio de Caldas da Rainha, con 9,94 km² de superficie. Su densidad de población es de 115,1 hab/km².